# جون جيل
جون جيل (بالإنجليزية: John Gill)‏ (1903 - ) هو لاعب كرة قدم بريطاني في مركز حراسة المرمى. لعب مع برادفورد سيتي وبولتون واندررز ونادي ليتون أورينت.